# Burschenschaft Brunsviga Göttingen
Die Burschenschaft Brunsviga ist eine farbentragende, fakultativ schlagende Studentenverbindung an der Georg-August-Universität Göttingen und Mitglied des Korporationsverbandes Neue Deutsche Burschenschaft. Mit 228 Alten Herren (Stand 2009) ist sie eine der größten und ältesten Burschenschaften Göttingens.

## Couleur und Wahlspruch

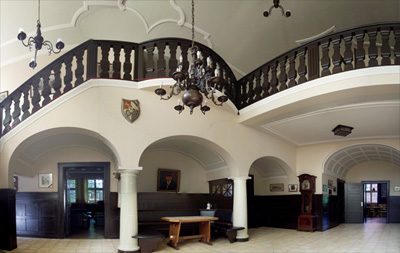
Eingangshalle des Brunsvigenhauses

Brunsviga hat die Farben "schwarz-karmesinrot-gold" mit goldener Perkussion. Alte Herren tragen zusätzlich die alten Braunschweiger Farben "blau-weiß-gold" mit silberner Perkussion. Die Füchse tragen bei Brunsviga kein spezielles Fuchsenband, sondern das gleiche Band wie die Burschen. Der Wahlspruch lautet "Ehre, Freiheit, Vaterland" und "per aspera ad astra" (Durch das Raue zu den Sternen!").

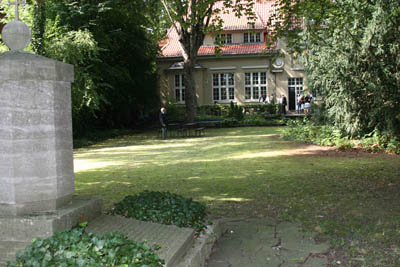
Garten und Haus der Burschenschaft Brunsviga

## Geschichte

### Gründungszeit
Die Burschenschaft Brunsviga Göttingen wurde am 2. Juli 1848 zunächst als liberale Progreß-Verbindung von Studenten an der Göttinger Universität Georgia Augusta gegründet. Der Progreß war in jenen nachnapoleonischen Zeiten eine Strömung, die eine Angleichung an das bürgerliche Leben anstrebte. Sie lehnte mithin das Duell-Unwesen ebenso ab, wie auch studentische Sonderstellungen, die z. B. durch die akademische Gerichtsbarkeit zum Ausdruck kamen. Die Progreß-Verbindungen verfolgten klare freiheitsorientierte Reformziele wie die Lehr- und Lernfreiheit, den Ausbau der Lehrfächer und die Beteiligung der Studenten an der Wahl von akademischen Behörden.

Die Brunsviga als Mitglied der Deutschen Burschenschaft (1915)

Da die meisten Gründungsmitglieder aus Braunschweig stammten, wurde der Name „Brunsviga“ gewählt. Seit dem 1. Januar 1862 ist die Brunsviga eine Burschenschaft. Sie gehörte bis 1996 dem Verband Deutsche Burschenschaft an. 1880 gab Brunsviga sechs Mitglieder an die neuzugründende Burschenschaft Alemannia Göttingen ab und stattete sie „nach Kräften“ mit Pauk- und Kneiputensilien und Geld aus.

### Die Zeit der zwei Weltkriege
In den Jahren nach dem Ersten Weltkrieg bis zur Machtübernahme durch die Nationalsozialisten am 30. Januar 1933 erlebte die Brunsviga großen Zuspruch bei den Göttinger Studenten und hatte demzufolge eine große Zahl aktiver Mitglieder.
Nach 1933 verschlechterte sich die Situation der Burschenschaft, als die Vertreter des auf Gleichschaltung bedachten Nationalsozialistischen Deutschen Studentenbundes (NSDStB) die Burschenschaften aus den Studentischen Vertretungen, den Universitätsgremien und -ausschüssen drängten. Der Versuch der Gleichschaltung und der strikten Verwirklichung des „Führerprinzips“ stieß sich aber hart mit dem Demokratieverständnis in den einzelnen Verbindungen. Durch verschiedene Maßnahmen, insbesondere durch die 1935 gesetzlich eingeführte zweijährige Wehrpflicht und durch die dieser vorgeschalteten Arbeitsdienstpflicht wurde ihnen die Existenzgrundlage (Nachwuchs) entzogen. Die Aktivitas oder auch Jungburschenschaft der Brunsviga wurde zunächst vertagt, d. h. das offizielle Verbindungsleben wurde eingestellt und am 16. März 1936 wurde die Verbindung aufgelöst. Die Altherrenvereinigung der Brunsviga versuchte auf ihrem Haus im Schildweg einen dem bisherigen Korporationsdasein ähnlichen Betrieb wieder aufzubauen. Da die Nationalsozialisten ab 1936 sogenannte studentische Kameradschaften zuließen, bauten die Brunsvigen-Altherrenschaft einen Kontakt zu der Kameradschaft „Hanstein“ auf. Tatsächlich kam die Unterbringung der „Hansteiner“ (später umbenannt in „Kameradschaft Friedrich Wilhelm von Braunschweig“) im Schildweg zustande. Es wurde nun versucht die vom NSDStB verbindlich vorgeschriebenen Lebensformen mit dem von den Nationalsozialisten unerwünschten demokratischen Grundverständnis der Brunsviga in Übereinstimmung zu bringen. Viele Mitglieder der Altherrenschaft konnten diesen Weg nicht mitgehen und verließen wie auch die von den Arier-Bestimmungen Betroffenen die Brunsviga.

### Nachkriegszeit
In den Nachkriegsjahren gründete sich 1947/48 an der Georgia-Augusta der „Göttinger Kreis“, eine Gruppe von jungen Studenten, welche die Tradition der Burschenschaft Brunsviga wiederzubeleben versuchten. Schon 1950 wurden deren Mitglieder in die Gemeinschaft der Burschenschaft Brunsviga aufgenommen, die sich durch die Initiative Alter Herren aus der Vorkriegs-Brunsviga wieder gebildet hatte. Im Geschäftsjahr 1951/52 übernahm Brunsviga den Vorsitz der Deutschen Burschenschaft.
Das Bundesleben in dieser Zeit spielte sich in Göttinger Gastwirtschaften ab, weil das Brunsvigenhaus seinen Besitzern nicht zugänglich war, da es durch die britische Besatzungsmacht für eigene Zwecke konfisziert worden war. Der Wiedereinzug gelang am 8. Mai 1954. Die Burschenschaft Brunsviga hat in der Folgezeit zwei Burschenschaften in ihren Reihen aufgenommen:
- 1956 die Forstliche Burschenschaft Saxonia aus Hannoversch-Münden und
- 1986 die Breslauer Burschenschaft Saxonia zu Göttingen.

In der Zeit des Wiederaufbaues nach dem Zweiten Weltkrieg begann die Aufarbeitung der jüngeren Vergangenheit unter Besinnung auf die Traditionslinien von 1848 und davor. Als Vermächtnis dieser Epoche sieht die Brunsviga, dass vom angestammten Weg der Freiheit, Gleichheit, Toleranz und Demokratie niemals abgewichen werden darf. Eine Vernachlässigung des aufklärenden, humanistisch geprägten Weltbildes führt unweigerlich in die Katastrophe – so die jüngsten Erfahrungen. Dieser Erkenntnis folgend hielt die Brunsviga beispielsweise während des Kalten Krieges immer an der Einheit der Nation fest und blieb bei der kritischen Sicht auf das Regime in der Deutschen Demokratischen Republik (DDR). Zu den in der DDR lebenden Mitgliedern (Bundesbrüdern) wurde ein enger Kontakt aufrechterhalten.

### Seit 1990
Im Geschäftsjahr 1992/93 übernahm die Brunsviga den Vorsitz der Deutschen Burschenschaft.
Wegen grundsätzlicher Meinungsverschiedenheiten schied die Brunsviga zum 30. Juni 1995 aus der Deutschen Burschenschaft aus. Am 13. Januar 1996 gründeten 8 Burschenschaften unter der maßgeblichen Führung der Brunsviga die Neue Deutsche Burschenschaft (Neue DB). Brunsviga wurde deren erste Vorsitzende. Diesem Korporationsverband, der Neuen DB, gehören gegenwärtig noch acht liberal gesinnte Burschenschaften an, die sich alle entschieden gegen politisch extreme Tendenzen bei Bünden innerhalb der Deutschen Burschenschaft wenden und abgrenzen.

## Aktives Leben
Das aktive Leben der studentischen Mitglieder der Brunsviga bleibt dem Arministischen Prinzip verpflichtet, das darauf zielt, dass jedes Mitglied in seiner persönlichen Meinungsbildung und Haltung zu politischem und sozialem Engagement befähigt wird. Die Brunsviga erhebt den Anspruch, dass sich ihre Mitglieder im privaten und öffentlichen Leben fair und ehrenhaft verhalten. Brunsviga pflegt das Lebensbundprinzip, d. h., die jeweils älteren Generationen unterstützen die jeweils aktiven Studenten wie in einer Großfamilie. Die Mitglieder tragen die Farben Schwarz-Rot-Gold, die Farben der Demokratiebewegung von 1848; die Alten Herren tragen zusätzlich die Farben Blau-Weiß-Gold, unter denen die Brunsviga gegründet wurde. Die Brunsviga pflegt zudem intensive Kontakte mit Burschenschaften im „Roten Verband“ (nach der Farbe der Mützen, die überwiegend rot sind), einem arministischen Freundschaftsverband, der aus 6 Burschenschaften besteht.

## Brunsvigen-Haus
Der Sitz der Brunsviga ist das im Juli 1913 errichtete Brunsvigenhaus am Stadtpark.

## Ziele
In den Anfängen war die Triebfeder burschenschaftlichen Handelns vor allem die Überwindung der Kleinstaaterei in Deutschland. Heute geht es um die Vertiefung der Zusammenarbeit in Europa bei überstaatlichen, im Rahmen der Globalisierung zunehmenden Aufgaben wie Integration, Bildung im internationalen Zusammenhang, Naturschutz, Klimaschutz und Sicherung des globalen Friedens.

## Bekannte Mitglieder

### Brunsviga
- Julius von Amsberg (1830–1910), Großherzoglich Mecklenburgischer Staatsrat und wirklicher Geheimrat
- Friedrich Bachmann (1884–1961), preußischer Regierungspräsident und Landrat
- Paul Bachmann (1837–1920), Mathematiker
- Dietrich Barfurth (1849–1927), Mediziner, Anatom, Mathematiker und Rektor der Universität Rostock
- Adolf Brenneke (1875–1946), Historiker und Archivar
- Wilhelm Brückner (1878–1928), Jurist
- Heinrich Franz Chalybäus (1840–1911), Jurist
- Karl Cropp (1830–1885), Jurist, Hamburger Senator
- Adolf Dedekind (1829–1909), Richter
- Richard Dedekind (1831–1916), Mathematiker
- Joseph Disse (1852–1912), Anatom
- Richard Wilhelm Dove (1833–1907), Kirchenrechtslehrer
- Willrath Dreesen (1878–1950), Redakteur, Kurdirektor und Schriftsteller
- Adolf Ey (1844–1934), Gymnasiallehrer und Schriftsteller
- Ernst Fulda (1885–1960), Bergbaubeamter
- Rudolf Gaedechens (1834–1904), Klassischer Archäologe
- Georg Gante (* 1859), Berghauptmann
- Arthur Georgi (1843–1900), Bankier, Unternehmer und Politiker (Nationalliberale Partei)
- Otto Grimm (1901–1969), Oberbürgermeister von Altenburg (NSDAP)
- Hermann Grotefend (1845–1931), Historiker und Archivar
- Johann Habben (1875–1958), Polizeipräsident in Hannover
- Harry Haffner (1900–1969), Jurist, Präsident des Volksgerichtshofes (NSDAP)
- Wilhelm Carl Heraeus (1827–1904), Apotheker, Chemiker und Unternehmer
- Richard Heß (1835–1916), Forstwissenschaftler
- Werner Hofmeister (1902–1984), Politiker (CDU),  niedersächsischer Justizminister
- Georg Kaufmann (1842–1929), Historiker
- Friedrich Kohlrausch (1840–1910), Physiker und Physikochemiker
- Fritz Ludwig Kohlrausch (1879–1914), Radiologe und Hochschullehrer
- Max Kolbe (1859–1925), Lehrer und Reichstagsabgeordneter
- Joseph Kolkmann (1839–1880), Rechtswissenschaftler
- Adolf König (1850–1900), Mediziner, Mitglied des Deutschen Reichstags (Deutsche Reformpartei)
- Walter Labs (1910–1988), Jurist, Verwaltungsbeamter und Experte für den Öffentlichen Personennahverkehr
- August Lammers (1831–1892), Politiker (NLP), Schriftsteller und Journalist
- Friedrich Lange (1852–1917), Journalist und Politiker
- Friedrich Leo (1851–1914), klassischer Philologe
- Hans Leo (1854–1927), Mediziner und Pharmakologe
- Peter Meyer (1888–1967), Pädagoge und Schulleiter
- Otto Nordmann (1876–1946), Chirurg in Berlin, 1939 Präsident der Deutschen Gesellschaft für Chirurgie
- Gustav Nutzhorn (1886–1981), Heimatforscher und Lehrer, Oberbürgermeister von Rüstringen, Polizeipräsident in Aussig
- Günther Onken (1901–1970), Abgeordneter im Ernannten Landtag von Oldenburg
- Hermann Ost (1852–1931), Chemiker, Rektor der Königlich Technischen Hochschule Hannover
- Werner Pinzger (1878–1939), Reichsgerichtsrat
- Georg Puppe (1867–1925), Rechts- und Sozialmediziner
- Eduard Reibstein (1875–1914), Historiker und Staatsarchivar
- Conrad Rethwisch (1845–1921), Pädagoge und Historiker
- Kurt Reuthe (1881–1968), Jurist, Oberlandesgerichtspräsident
- Karl Sander (1878–1938), Romanist und Lehrer
- Rudolf Schlesinger (1831–1912), Reichsgerichtsrat
- Franz Schnorr von Carolsfeld (1842–1915), Bibliothekar (Direktor der Königlich Sächsischen Öffentlichen Bibliothek in Dresden) und Literaturhistoriker; Mitarbeiter der Allgemeinen Deutschen Biographie
- Richard Schröder (1838–1917), Jurist und Hochschullehrer
- Ernst Friedrich Sieveking (1836–1909), Jurist, Hamburger Senator und Oberlandesgerichtspräsident
- Ludwig Sievers (1887–1968), Mediziner und ärztlicher Standespolitiker
- Hans Sommer (1837–1922), Komponist und Mathematiker
- Adolph Stuhlmann (1838–1924), Pädagoge und Mundartdichter
- Gustav Stüve (1833–1911), Regierungspräsident des Regierungsbezirks Osnabrück und Kunstsammler
- Johannes Trojan (1837–1915), Schriftsteller
- Veit Valentin (1842–1900), Kunsthistoriker und Pädagoge
- Leonhard Voigt (1835–1925), Arzt
- Friedrich Voß (1877–1950), Zoologe
- Heinrich Wefelscheid (1941–2020), Mathematiker
- Hans Weinert (1887–1967), Anthropologe
- Eduard Winkelmann (1838–1896), Historiker
- Wolfhard Winkelmüller (* 1938), Neurochirurg
- Ernst Wilhelm Wrede (1914–2008), Unternehmer, Vizepräsident des Bayerischen Senats, Verbandsfunktionär
- Ernst Wülcker (1843–1895), Germanist, Historiker und Archivar
- Theodor Zincke (1843–1928), Chemiker

### Saxonia Hann. Münden
- Carl Clewing (1884–1954), Opernsänger, Schauspieler, Komponist und Hochschullehrer
- Herman Haupt (1854–1935), Historiker, Bibliothekar (Ehrenmitglied 1923)
- Wilhelm Hopf (1876–1962), Bibliothekar
- Paul Keding (1877–1943), Arzt, Schriftsteller und Abgeordneter des Provinziallandtags Hessen-Nassau
- Hans Schleicher (1910–1973), Forstwissenschaftler und Forstbeamter
- Fritz Stolzenberg (1879–1934), Jurist, Bürgermeister, Abgeordneter des Provinziallandtags Hessen-Nassau

### Saxonia Breslau (zu Göttingen)
- Ernst Bednara (1881–1956), Lehrer und Heimatforscher
- Ernst Berger (1881–1964), Jurist und Politiker